# William Control
William Control est un groupe américain d'electronica, originaire de Seattle, Washington. Le groupe signe un contrat avec Victory Records et compte deux albums, Hate Culture et Noir.

## Histoire

### Débuts (2008–2012)
Wil Francis forme ce projet solo parce qu’il voulait produire une musique différente de celle de son autre groupe Aiden,,,. En 2008, William Control sort son premier album intitulé Hate Culture qui, selon une interview avec le magazine Kerrang!, récit l’histoire d’un certain William Control et sa dernière nuit sur  terre car il veut se suicider. Hate Culture se glisse à 12e place sur Billboard Electronic Albums, et à la 43e place sur Heatseekers. William réalise une vidéo pour Beautiful Loser, son unique single de l’album.
William Control part en tournée avec Escape the Fate à la fin de 2008. En 2009, Wil Francis commença à travailler sur un nouvel album intitulé Noir, qui sort le 8 juin 2010. William a invité ses amis et fans au studio pour enregistrer avec lui, et parmi les participants, Ashley Costello de groupe de rock New Years Day et Jeffree Star. L’album est prévu pour sortir le 1er juin, mais William a repoussé la date pour sortir le 8 juin 2010. car il avait annoncé le tournage d’une vidéo pour le single I'm Only Human Sometimes. Le 2 avril 2012, il sort son troisième album, Silentium Amoris. En décembre 2012, William Control était en tournée aux États-Unis et au Canada avec The Birthday Massacre et Aesthetic Perfection.

### Dernières activités (2013–2017)
En janvier 2013, William Control sort un album live intitulé Live in London Town contenant 20 pistes déjà sur ces autres albums précédents et une nouvelle piste  intitulée Speak to Me of Abduction.
The Neuromancer est publié le 4 avril 2014,,. Il comprend les singles Revelator et Price We Pay.
Au printemps 2014, et encore entre octobre et décembre 2014, William Control joue en soutien au groupe d'aggrotech Combichrist à leurs dates européennes et américaines de leur tournée We Love You Tour,,. En avril 2014, pendant cette tournée, le groupe enregistre un DVD au Bar Sinister de Hollywood. Ce DVD est publié sous le titre de Babylon, et fait participer Andy Biersackdes Black Veil Brides et Ash Costello de New Years Day. Encore une fois, ce DVD est réalisé par Tim Bullock et produit par A Glass Half.
William Control joue une tournée britannique baptisée The Punishment Tour, en août 2014, en soutien avec Ashestoangels et Bad Pollyanna. Une participation au Alt-Fest devait se faire, mais le festival sera annulé. Novembre 2014 assiste à la sortie de Revelator Book Two: The Hate Culture. Il est diffusé sur le site web de Control. Un deuxième album acoustique, Skeleton Strings 2, suit pour le réveillon de Noël.
Au début de 2015, Control annonce son propre business de sérigraphie, Control Merch, qui lui donnera plus de liberté dans ses produits dérivés. Cela se passait d'abord dans une salle louée au début de 2016 avant qu'il n'achète sa propre salle,. Il lance aussi la marque Submit Clothing. The Punishment Tour part 2 prend place en avril 2015 (Royaume-Uni) et en mai et juin 2015 (USA). Ils jouent avec Ashestoangels au Royaume-Uni et Requiem et Justin Symbol aux US. Le groupe joue encore au Whitby Gothic Weekend cette fois le dimanche soir en présence de The Damned. Le groupe termine la tournée 2015 à l'Aftermath Festival de Toronto en août.
Control annonce un cinquième album avec Kenneth Fletcher et Axel Otero de Lay Your Ghost depuis son home studio au printemps/été 2016. Il embarque pour une tournée britannique solo de cinq dates (The Skeleton Strings Tour) en juillet 2016 avec Crilly d'Ashestoangels, et le groupe tourne au Royaume-Uni en septembre 2016 pour les 10 s du ate Synths And Sinners Tour. The Monster, premier single de l'EP The Pale est publié sur YouTube le 5 septembre, et les pré-commandes de l'EP débutent sur le site web Control Merch le 22 septembre, puis sur iTunes le lendemain. D'autres dates américaines suivent en octobre et novembre, dont une performance au JBTV,,. The Pale atteint la première place des classements Billboard Dance/Electronic et Heatseekers.
Au printemps 2016, une trilogie cinématographique tirée des ouvrages Revelator est annoncée,. En décembre 2016, Control annonce la formation d'une street team, The Neuromantics. En avril 2017, le groupe termine sa tournée européenne en soutien à Aesthetic Perfection, avec Crilly Ashes qui remplace Kenneth Fletcher aux claviers. Une vidéo du morceau Let Her Go est publié en septembre 2017.

## Membres

### Derniers membres
- William Control - chant, piano, guitare acoustique, claviers, synthétiseur (2008–2017)
- Kenneth Fletcher - claviers, synthétiseurs
- Ian MacWilliams - claviers, synthétiseurs (2013–2017)
- Crilly Ashes - synthétiseur live, claviers, chœurs (2014 (tournée britannique), 2017 (tournée européenne, Vans Warped Tour 2017))

### Anciens membres
- Nick Wiggins - basse, chœurs
- Keef West - batterie, percussions (2012)
- Philip Kross - basse, chœurs (2012)
- Ben Tourkantonis - batterie, percussions (2014–2017)[37],[38],[39]

## Discographie

### Albums studio
- 2008 : Hate Culture
- 2010 : Noir
- 2011 : Novus Ordo Seclorum (EP)
- 2012 : Silentium Amoris
- 2014 : The Neuromancer[40]
- 2017 : Revelations

### EP
- 2011 : Novus Ordo Seclorum
- 2016 : Revelations: The Pale EP
- 2017 : Revelations: The Black EP
- 2017 : Revelations: The Red EP
- 2017 : Revelations: The White EP

### Albums live
- 2012 : Live in London Town
- 2014 : Babylon

### Bandes originales
- Underworld 3 : Le Soulèvement des Lycans (2009) - Deathclub (feat. Matt Skiba) (Wes Borland/Renholdër Remix)
- Saw V OST – Strangers)
- Underworld: Awakening (2012) - The Posthumous Letter

### Singles
- Beautiful Loser (2008)
- I'm Only Human Sometimes (2010)
- Eleonora (2010)
- The Tell-Tale Heart (2010)
- The Oval Portrait (2010)
- The Raven (2010)
- New World Order (A New Kind of Faith) (2011)